# Perzendorf
Perzendorf ist eine Ortschaft und Katastralgemeinde mit 158 Einwohnern (1. Jänner 2024) in der Marktgemeinde Hausleiten im Bezirk Korneuburg in Niederösterreich.

## Geschichte
Der Name geht auf einen gewissen Porzo zurück, der wahrscheinlich der Gründer oder der erste im Dorf war, dem die Leitung der Ansiedlung anvertraut war. Es hat aber auch im Deutschen Reich einen Ort gegeben, dessen Auswanderer den Namen in die Fremde mitgenommen haben. Man bringt den Ortsnamen in Verbindung mit dem altdeutschen Wort Porzen, was so viel wie „emporragen“, „höherliegen“ bedeutet. Porzindorf ist in einem Sumpfgebiet auf einer kleinen Erhebung errichtet worden. Das Wort porz, so viel wie „Busch“ könnte auch in dem Dorfnamen stecken, und so viel wie „Siedlung im Gebüsch“ bedeuten.
Im Zuge der NÖ. Kommunalstrukturverbesserung wurde 1971 der Marktgemeinde Hausleiten eingegliedert.

## Kultur und Sehenswürdigkeiten

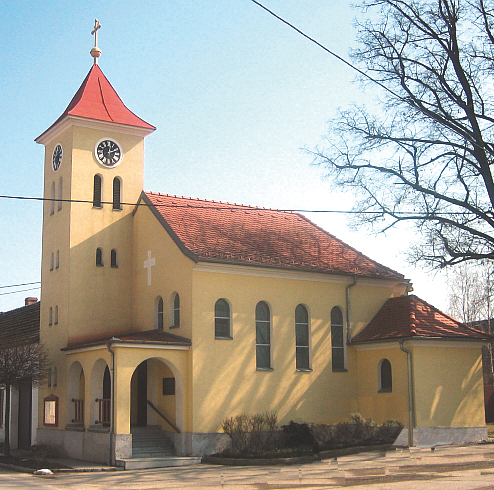
Ortskapelle Perzendorf

- Katholische Ortskapelle Perzendorf Maria Hilf

## Wirtschaft und Infrastruktur
Laut Adressbuch von Österreich waren im Jahr 1938 in der Ortsgemeinde Perzendorf ein Gastwirt, ein Gemischtwarenhändler, eine Milchgenossenschaft, ein Pferdehändler, ein Schmied, ein Schuster und ein Trafikant ansässig. Weiters gab es beim Ort die Metallwarenfabrik Metag AG.
- Spargelanbau Patricia & Gerhard Malafa[4]